# 非公認! 聖飢魔IIカヴァーアルバム VOICE
『非公認! 聖飢魔IIカヴァーアルバム VOICE』（ひこうにん! せいきまつカヴァーアルバム ヴォイス）は、聖飢魔II地球デビュー20周年を記念してリリースされたカヴァー・アルバム。
ボーカリストとして、声優や俳優が10名参加した。

## 収録曲
1. 地獄の皇太子 - 右近健一
  - 作詞・作曲：デーモン小暮
2. THE END OF THE CENTURY - 森川智之
  - 作詞・作曲：ダミアン浜田
3. 白い奇蹟 - 田中一成
  - 作詞：デーモン小暮、作曲：エース清水
4. EL. DORADO - 森田成一
  - 作詞：デーモン小暮、作曲：デーモン小暮・紫馬肥
5. BAD AGAIN 〜美しき反逆〜 - 古田新太
  - 作詞：デーモン小暮、作曲：Sgt. ルーク篁III世
6. 嵐の予感 - 斎賀みつき
  - 作詞：デーモン小暮、作曲：Sgt. ルーク篁III世
7. STAINLESS NIGHT - 杉山紀彰
  - 作詞：デーモン小暮、作曲：エース清水
8. WINNER! - 浅川悠
  - 作詞：デーモン小暮・ぬらりひょん吉、作曲：Sgt. ルーク篁III世
9. 世界一のくちづけを - 森川智之
  - 作詞：デーモン小暮、作曲：Sgt. ルーク篁III世
10. 地獄への階段（完結編）- 高橋由美子 & KAMMURI
  - 作詞・作曲：デーモン小暮